# Stéphane Abaul
Stéphane Ludovic Abaul (23 novembre 1991) è un calciatore francese, centrocampista del Club Franciscain e della nazionale martinicana.

## Carriera

### Nazionale
Debutta in nazionale il 28 agosto 2010, nell'amichevole Santa Lucia-Martinica (1-1). Mette a segno le sue prime due reti con la maglia della nazionale il 5 settembre 2012, in Martinica-Isole Vergini britanniche (16-0), in cui mette a segno al minuto 46 il gol del momentaneo 6-0 e, al minuto 54, il gol del momentaneo 7-0.

## Palmarès

### Club

#### Competizioni nazionali
- Championnat de Division d'Honneur: 2

Club Franciscain: 2012-2013, 2013-2014
- Coupe de la Martinique: 2

Club Franciscain: 2012, 2015